# Virman Vundabar
Virman Vundabar è un personaggio dei fumetti creato da Jack Kirby nel 1971, pubblicato dalla DC Comics.
La creazione grafica si è basata sulle fattezze di Benito Mussolini, mentre il nome "Vundabar" prende spunto dal termine tedesco "wunderbar", che significa "meraviglioso".

## Storia del personaggio
Virman Vundabar è un allievo di Buona Nonnina, che lo ha cresciuto nel suo orfanotrofio fino a farlo diventare uno dei membri dell'élite di Darkseid, signore di Apokolips. Dopo che Nonnina gli assegna il suo nome, egli modella la sua personalità e il suo stile sull'apparenza e la precisione tipiche prussiane.
Insieme o contro altri sottoposti di Darkseid, come Kanto, il Dottor Bedlam o Steppenwolf, ha sempre cercato di sconfiggere Mister Miracle.

## Altre versioni
- Nella storia elseworld Superman: The Dark Side Virman è rappresentato come un doppione di Adolf Hitler.
- In Kingdom Come si vede un Vundabar anziano nel bar che viene distrutto da Superman.

## Altri media

### Televisione
- Virman Vundabar è apparso nei due episodi (Legami con il passato e Il sopravvissuto) dell'ultima serie animata del DC Animated Universe Justice League Unlimited, doppiato da Arte Johnson.
- Il personaggio è apparso brevemente in cameo muto nell'episodio (La discesa di Darkseid) della serie animata Batman: The Brave and the Bold.
- Virman Vundabar è riapparso anche nell'episodio (Sole Rosso sul pianeta) della serie animata Justice League Action, doppiato da William Salyers.